# 수의 (전한)
수의(遂義, ? ~ ?)는 전한 말기의 관료로, 자는 자공(子贛)이며, 낭야군 사람이다.

## 행적
수화 원년(기원전 8년), 승상사직에서 좌풍익으로 승진하였으나, 자신이 천거한 관리가 죄를 지어 면직되었다.

## 출전
- 반고, 《한서》 권19하 백관공경표 下

| 전임 서양 | 전한의 좌풍익 기원전 8년 | 후임 방상 |